# 新大阪歯科衛生士専門学校

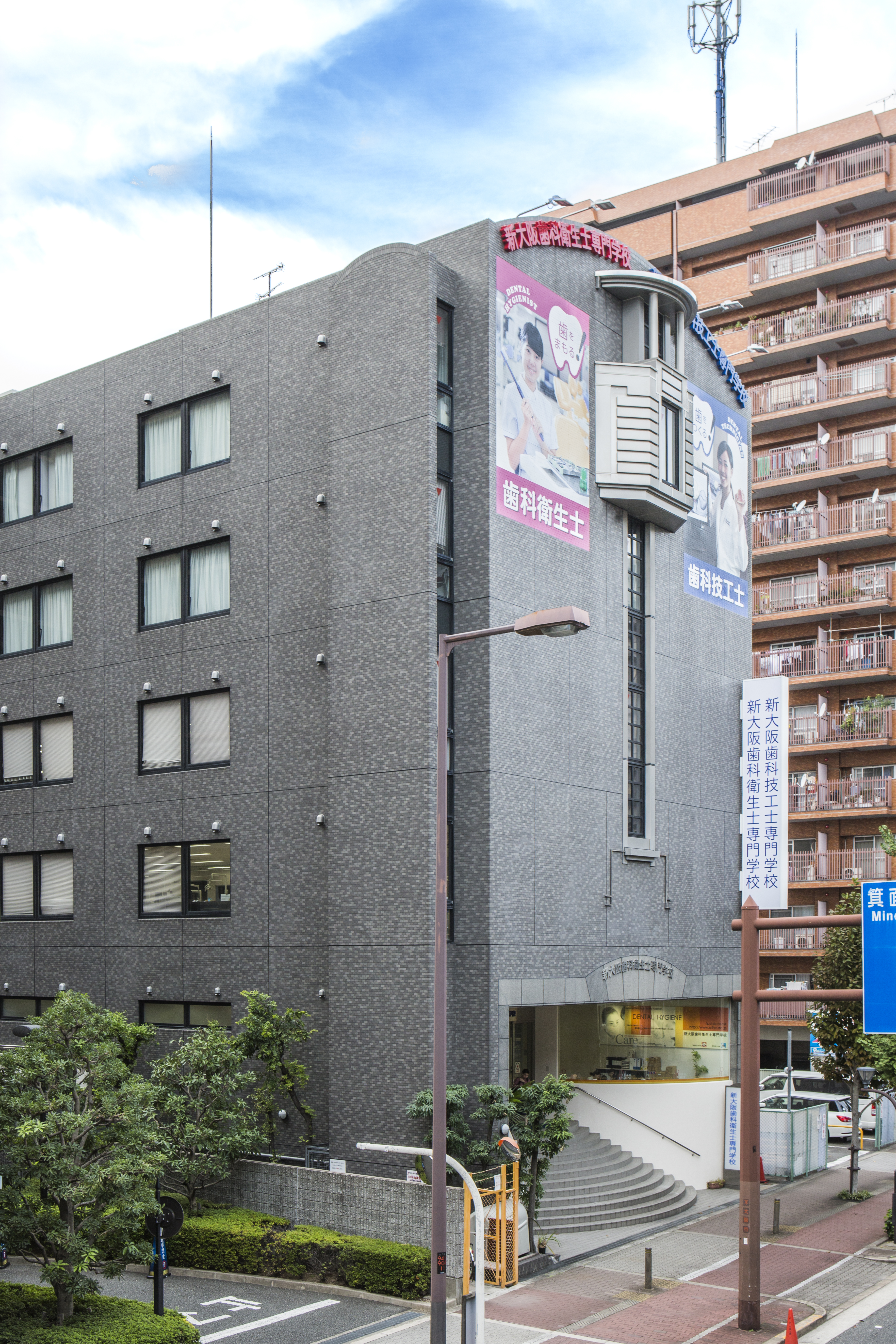
新大阪歯科衛生士専門学校

新大阪歯科衛生士専門学校（しんおおさかしかえいせいしせんもんがっこう）は、大阪市淀川区にある歯科衛生士を養成する私立の専修学校。国家試験合格者数が西日本で最も多い学校。国家試験の合格率は99.9％、就職率は100％。

## 関連校
- 隣接する姉妹校 新大阪歯科技工士専門学校。国家試験合格者数は全国で最も多い学校。隣接している特性を活かし、合同授業を行い、歯科のチーム医療が学べる。

## 取得できる資格
- 歯科衛生士学科（Ⅰ部・Ⅱ部）は卒業時に歯科衛生士国家試験の受験資格を取得できる。

## 所在地、アクセス
- 大阪府大阪市淀川区東三国6-1-45
- 大阪メトロ御堂筋線 東三国駅から徒歩約２分

## 沿革
昭和51年4月大阪市淀川区に 社団法人新歯会を運営母体として開校された付属新大阪歯科技工学院（現 付属新大阪歯科技工士専門学校）の歴史有る教育実績を基に、平成15年4月、現在地（東三国駅近隣地）に付属歯科衛生士専門学校として開校した。平成25年4月から公益法人法の改正に伴い、経営母体を姉妹校である学校法人新歯会東洋医療学園に移行。平成26年4月文部科学省より設置学科が職業実践専門課程として認定される。さらに令和2年3月1日より運営基盤、教育環境の更なる充実を目的に系列グループである学校法人 大阪滋慶学園と合併し、法人名も『学校法人 大阪滋慶学園』とした。

## 学校の特色
歯科衛生士学科Ⅰ部（午前部・3年制）・歯科衛生士学科Ⅱ部（午後部・3年制）からなる専門学校であり、基本的に共通の教育システムに基づき教育がなされている。国家試験の合格はもちろん、基本的知識・技術・医療人としての心構えと豊かな人間性を備えた歯科衛生士を養成するためのより効果的な教育を行う為に、独自の教育システムで教育を行っている。即ち、「自己変革教育システムＰＩＢＡＰ（ピバップ）」。自己発見の場として入学の前から教育が開始される入学前教育（Ｐ：プレスクール）。1年生の4月から9月まで、基礎学力のレベルを整え、専門基礎にスムーズに移行、又、医療人としての目的意識をしっかり身につけ、目標を明確にする自己変革意識の動機づけとしての導入教育（Ｉ：イントロダクション）。1年生の10月から2年生の3月まで、学びの基盤を固め、その上で基礎教育による知識、技術を築き上げ自己変革意識の定着を図る基礎教育（Ｂ：ベーシック）。3年生4月から卒業まで、身につけた専門基礎知識、技術を基に、総合的に理解を深め国家試験に対応させる応用教育（Ａ：アプリケーション）。卒業してから業界人として継続的にキャリア形成を図り、末永く自己形成をしていくために卒後研修などの卒後教育（Ｐ：ポストグラジュエート）と本校では、入学前から在学中は基より卒業後までをフオローする時系列名教育システムと、専門分野で実践できるよう応用力をつけ、ひとりひとりの主体性を尊重し、自ら考え行動できる自立能力を養う問題志向型教育システム（ＰＯＥＳ教育システム＝Problem Oriented Education System）を取り入れ、両教育システムを組み合わせ、自己変革意識の育成を図り、自己確立を目指している。